# Dicranomyia chlorotica
Dicranomyia chlorotica är en tvåvingeart som först beskrevs av Philippi 1866.  Dicranomyia chlorotica ingår i släktet Dicranomyia och familjen småharkrankar. Inga underarter finns listade i Catalogue of Life.